# Канапацкая, Фатима Мустафовна
Фатима Мустафовна Канапацкая (в некоторых источниках как Конопацкая, бел. Фатыма́ / Фаціма́ Муста́фаўна Канапа́цкая, 1891, Минск — 3 декабря 1985) — белорусская праведница народов мира.
В период Второй мировой войны во время германской оккупации Минска помогала узникам Минского гетто и вместе со своей дочерью Анной укрывала и спасала от гибели еврейскую семью Давидсон.

## Биография
Родилась в 1891 году в семье польско-литовских татар. Её муж, Сулейман Канапацкий, работавший связистом на главпочтамте, был репрессирован в 1935 году. В 1990-е годы стало известно, что Сулейман был расстрелян.
Во время немецкой оккупации Минска Фатима проживала в собственном доме с матерью Фуршан Матвеевной (1857 г.р.) и дочерью Анной на Залинейном переулке около улицы Кальварийской. После того, как на территории Минска оккупантами было создано еврейское гетто, в него попали знакомые семьи Канапацких в лице Исраэля и Фрумы Давидсон с детьми Рахель, Мира и Владимир. Тогда Фатима Канапацкая со своими родственниками передавали в гетто для них продукты. Когда Исраэля перевели в лагерь в Дроздах, он при попытке побега оттуда был ранен и скрылся в доме Канопацких. Через несколько недель, выздоровев, он вернулся в гетто.
В июне 1942 года Исраэль Давидсон снова пришел к Канопацким, спасаясь от очередной нацистской акции в гетто. Он год прятался в их сарае, где нацисты не смогли его найти. В июне 1943 года, перед ликвидацией гетто, вся семья Давидсонов укрылась у Канапацких, откуда ночью сумели бежать в лес.
После войны Давидсоны продолжали поддерживать отношения со своими спасителями. В конце 1958 года Давидсоны уехали в Польшу, а затем в Израиль. Связь с Канопацкими прервалась после арабо-израильской войны 1967 года и восстановилась только в 1994 году через 9 лет после смерти Фатимы.
Фатима Канапацкая умерла 3 декабря 1985 года.
После того как в 1994 году история спасения Канопацкими евреев была опубликована в СМИ, Анна получила письмо из Израиля от дочери Исраэля Давидсона, которая инициировала признание подвига Фатимы и Анны в израильском Институте Катастрофы и героизма «Яд Вашем». 3 декабря 2003 года мемориал «Яд Вашем» присвоил Фатиме Канопацкой и её дочери Анне (Айши) Трофимовой (1926—2021) почетное звание «Праведник народов мира». В ноябре 2021 года в Минске на «Аллее праведников» на мемориале «Яма» была открыта памятная табличка в честь Фатимы Канапацкой и её дочери. Всего в Беларуси признано праведниками 683 человека.